# Johann Arnold Friderici

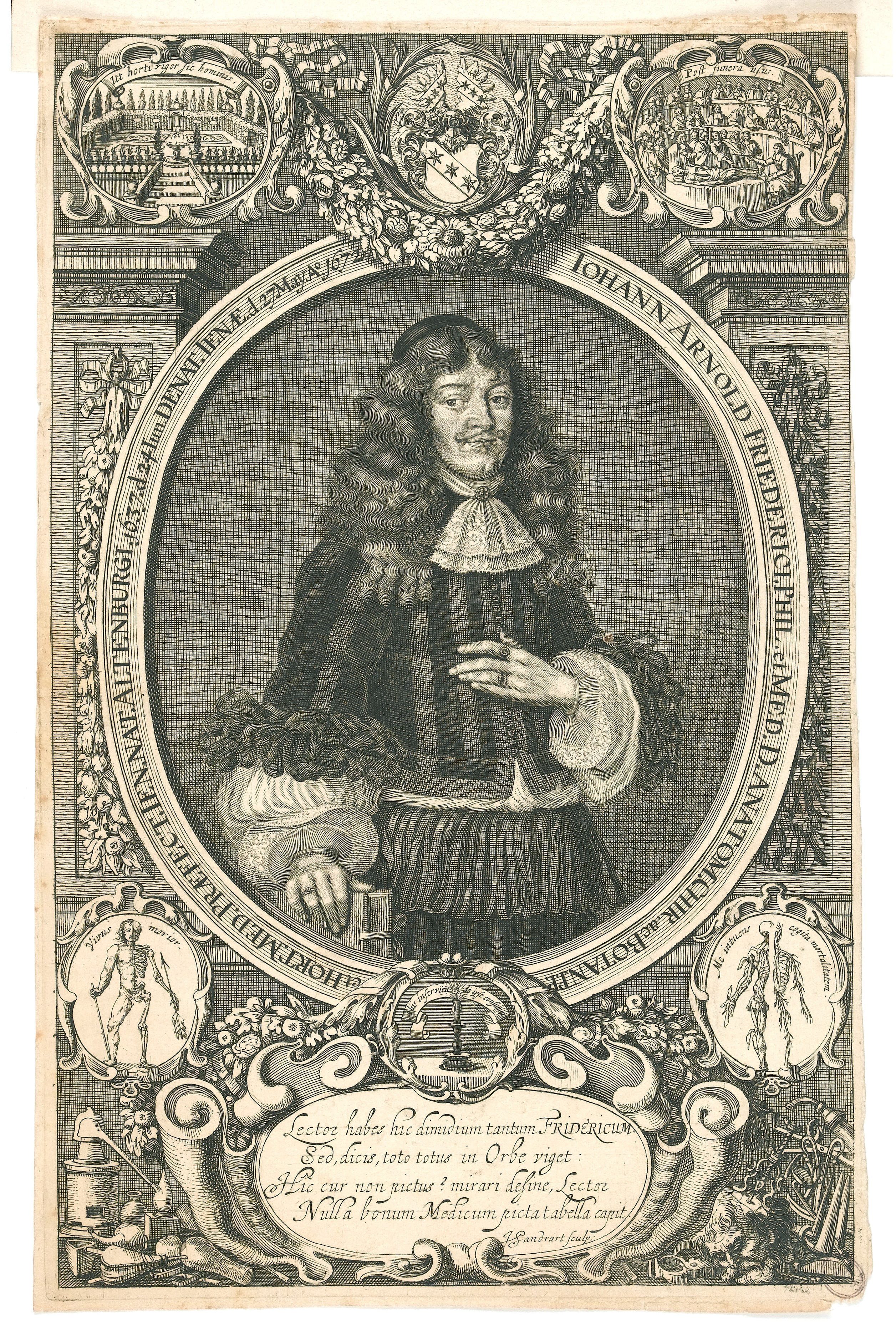
Johann Arnold Friderici

Johann Arnold Friderici auch: Friederich (* 24. Juni 1637 in Altenburg; † 27. Mai 1672 in Jena) war ein deutscher Mediziner und Botaniker.

## Leben
Friderici war der Sohn des fürstlich sächsischen Hof-, Reise und Wittumssekretärs Johann Moritz Friederich und dessen Frau Regine Gruner (* 17. Januar 1617 in Altenburg; † 30. März 1663 ebenda). Er besuchte das Gymnasium in Altenburg und begann 21. April 1655 an der Universität Jena ein Studium der Philosophie. Nachdem er am 15. Februar 1657 den philosophischen Magistergrad erworben hatte, wechselte er zu medizinischen Studien über. Seine Lehrer wurden Johann Theodor Schenck, Friedemann Bechmann, Caspar Posner und Werner Rolfinck. Er besuchte ab dem 3. Mai 1659 die Universität Leipzig, um die Vorlesungen von Johannes Michaelis zu hören. Danach unternahm er eine Bildungsreise, welche ihn nach Italien, nach England, in die Niederlande und in verschiedene deutsche Städte führte. 1660 war er nach Thüringen zurückgekehrt und setzte seine Studien in Jena fort.
Am 29. Mai 1661 erwarb er in Jena das Lizenziat und wurde am 28. Januar 1662 zum Doktor der Medizin promoviert. Am 23. Juli 1662 ernannte man ihn zum außerordentlichen Professor an der medizinischen Fakultät in Jena. Im Folgejahr wurde er am 10. März 1663 altenburgischer Landphysikus und nach dem Tod von Gottfried Möbius wurde er am 1. August 1664 ordentlicher Professor der Anatomie, der Chirurgie und Botanik an der Jenaer Universität. Er beteiligte sich als Dekan der medizinischen Fakultät und in den Wintersemestern 1664 sowie 1670 als Rektor der Alma Mater auch an den organisatorischen Aufgaben der Hochschule. Jedoch war ihm keine lange Wirkungszeit beschieden. Er litt an starken Steinschmerzen, welche ein 14 Loth schwerer Harnstein verursachte und woran er verstarb. Er wurde am 2. Juni 1672 in der Jenaer Kollegienkirche beigesetzt, wo man ihm ein prächtiges Epitaph errichtete. Die Kirche wurde beim Bombenangriff am 9. Februar 1945 zerstört und das Epitaph ging verloren.
Friderici hatte am 13. Februar 1667 in Altenburg Anna Magdalena Sagittarius (* 22. Januar 1650 in Jena; † 2. Juli 1685 in Altenburg), die Tochter des Altenburger Generalsuperintendenten Johann Christfried Sagittarius, geheiratet. Aus der Ehe stammen die Töchter Anna Magdalena Friderici (* 24. August 1668 in Jena; † 6. September 1668 ebenda) und Regina Maria Friedrich, welche sich am 2. November 1686 in Altenburg mit dem fürstlich sächsischen Hofadvokat und Konsulenten in Altenburg Lic. jur. Salomon August Clauder (* 20. April 1659 in Altenburg; † 22. März 1709 in Altenburg) verheiratete.
Er wurde am 2. Juni 1672 in Jena begraben. Zu diesem Ereignis schrieb Severus Gastorius ein fünfstrophiges Trauerlied.

## Werke (Auswahl)
- De cerebro, cerebello et horum medulla oblongata. Jena 1661.
- De auso, seu febre ardente. Jena 1661.
- De affectus hypochondriaci genuina indole, causis ac remediis. Jena 1662.
- De abortu. Jena 1662.
- De trepanatione. Jena 1663.
- Diss. de renibus. Jena 1663.
- De oculo. Jena 1663.
- Diss. de sterillitate muliebri. Jena 1664.
- De foemina naturae miraculo. Jena 1664.
- Anatome, medicinae fundamentum. Jena 1665.
- De dystocia naturali. 1665.
- De ordine et methodo cognoscendi et per curationem praeservandi abortum. Jena 1665.
- De constitutione mammarum. Jena 1669.
- De conceptione. Jena 1670.
- De mola. Jena 1670.
- Diss. de unentriculo. Jena 1671.
- Diss. de anatomia lienis. Jena 1671.
- De haemorrhagia uteri menstruae praeternaturali theoria et therapeutice. Jena 1671.
- Δευτερογια seu de secundinarum natura, usu et noxa. Jena 1671.